# Neurophyseta zobeida
Neurophyseta zobeida is een vlinder uit de familie van de grasmotten (Crambidae). De wetenschappelijke naam van de soort werd in 1996 gepubliceerd door Eugenie Phillips-Rodriguez & Maria Alma Solis.
De soort komt voor in Costa Rica.